# Renato (football, 1979)
Pour les articles homonymes, voir Renato.
Renato Dirnei Florêncio, plus connu sous le nom de Renato, est un footballeur brésilien né le 15 mai 1979 à Santa Mercedes. Il joue au poste de milieu de terrain avec le club brésilien de Santos FC.

## Carrière de joueur

### En équipe nationale
Il a eu 28 sélections avec l'équipe du Brésil, sa première en septembre 2003 contre l'équipe de Colombie.

## Palmarès
- Vainqueur de la Coupe UEFA en 2006 et 2007 (FC Séville)
- Vainqueur de la Supercoupe de l'UEFA en 2006 (FC Séville)
- Vainqueur de la Coupe d'Espagne de football en 2007 et 2010
- Vainqueur de la Copa América en 2004 avec l'équipe du Brésil
- Vainqueur de la Coupe des confédérations en 2005 avec l'équipe du Brésil
- Champion du Brésil en 2002 (Santos FC)

Il a été « ballon d’argent brésilien » en 2003.